# 다치바나촌 (효고현)
다치바나촌(立花村)은 효고현 가와베군에 설치되었던 촌이다. 현재의 아마가사키시에 해당한다.

## 역사
- 1889년 4월 1일 - 정촌제 시행에 의해 가와베군 다치바나촌이 성립하였다.
- 1942년 2월 11일 - 아마가사키시에 편입해, 동일 다치바나촌은 폐지되었다.

## 교통

### 철도
- 철도성
  - 도카이도 본선
- 한신 급행 전철
  - 고베본선

## 참고문헌
- 大日本篤農家名鑑編纂所『大日本篤農家名鑑』大日本篤農家名鑑編纂所、1910年。
- 篠田皇民著『伝家之宝典 自治団体之沿革 兵庫県之部』東京都民新聞社地方自治調査会、1932年。
- 가도카와 일본 지명 대사전 28 兵庫県。